# Young and Wild
Young and Wild é um filme policial produzido nos Estados Unidos em 1958, dirigido por William Witney e protagonizado por Gene Evans, Scott Marlowe, Carolyn Kearney, Robert Arthur, Weston Gavin e Tom Gilson. Foi lançado no dia 24 de abril de 1958 pela Republic Pictures.